# Dionýsis Chasiótis
Dionýsis Chasiótis (en grec moderne : Διονύσης Χασιώτης, né le 1er mars 1975), est un footballeur grec jouant actuellement pour le club Agrotikos Asteras en tant que milieu de terrain.

## Biographie
Chasiótis commence sa carrière professionnelle en juillet 1994, lorsqu'il rejoint le Pierikos F.C. En 1999, il intègre le PAOK F.C, puis le Kastoria F.C en 2007.